# 대신동 (김천시)
대신동(大新洞)은 대한민국 경상북도 김천시의 동이다. 1998년 9월 금산동을 흡수 통합함으로써 김천시에서 가장 큰 동이 되었다. 시가지 북쪽의 직지천을 건너 외곽지대의 마을은 시청이 이곳에 들어서면서 행정 중심지로 변모하고, 대단위 공업 단지가 들어서면서 공업의 중심지가 조성되었다.

## 연혁
- 조선시대 김산군, 개령면
- 1914년 금릉면(신음, 교, 삼락, 문당), 개령면(대광동), 아천면(응명동)
- 1931년 김천읍으로 편입
- 1949년 김천시(교동, 삼락동, 문당동, 신음동), 금릉군(개령면 대광동, 어모면 응명동)으로 개편
- 1975년 삼락 1,2동을 삼락동으로 통합
- 1983년 신음 1,2동을 신음동으로 통합. 교,삼락,문당동을 금산동으로 통합
- 1998년 신음동과 대응동을 대신동으로 통합
- 1998년 대신동과 금산동을 대신동으로 통합

## 법정동
- 신음동
- 교동
- 삼락동
- 문당동
- 대광동
- 응명동

## 아파트
| 단지명              | 건설사                  | 시행사       | 주소             | 주소   | 입주        | 비고     |
| ------------------- | ----------------------- | ------------ | ---------------- | ------ | ----------- | -------- |
| 김천 교동 코아루    | 채원건설㈜              | 한국토지신탁 | 삼락택지길 132   | 교동   | 2006년 3월  |          |
| 김천 삼락 코아루    | 채원건설㈜              | 한국토지신탁 | 삼락택지길 137   | 삼락동 | 2006년 12월 |          |
| 김천 대신 코아루    | 이테크건설㈜            | 한국토지신탁 | 아홉사리길 130   | 응명동 | 2014년 8월  |          |
| 김천 주공해돋이타운 | 현대산업개발 한신공영   | 대한주택공사 | 신음새동네길 110 | 신음동 | 2002년 7월  |          |
| 김천 신음그린빌     | 진흥기업 대림종합건설㈜ | 대한주택공사 | 신음새동네길 111 | 신음동 | 2003년 5월  |          |
| 김천 대신휴먼시아   | 세원건설㈜              | 대한주택공사 | 시청로 93        | 신음동 | 2009년 9월  | 국민임대 |
- 현대산업개발
  - 신음 1차 현대아파트 (신음동) - 1996년 12월 입주
  - 신음 2차 현대아파트 (신음동) - 1999년 4월 입주
- 김천 우방타운 - 1993년 11월 입주 / 우방㈜

## 교육
- 김천신일초등학교
- 금릉초등학교
- 응명초등학교 (폐교) - 매목1길 65-7 (응명동)
- 김천동신초등학교
- 김천중앙중학교
- 한일여자중학교
- 김천예술고등학교
- 김천생명과학고등학교
- 한일여자고등학교
- 김천대학교
- 경북보건대학교